# Media Forest
Media Forest es un proveedor de servicios israelí de observación e investigación de medios de comunicación para las industrias de música y publicidad, fundada en 2005 en Netanya, Israel. La compañía mantiene bajo observación los contenidos de los  canales de radiodifusión y de televisión, y en consecuencia, proporciona un valor añadido en sus servicios de información. La empresa ofrece a artistas y músicos una suscripción que les proporciona información en tiempo real sobre los canales de difusión con interfaz de transmisión por Internet.
Desde la fundación de Media Forest, la empresa ha establecido  franquicias regionales en Francia, Argentina, Moldavia, Bélgica, Bulgaria, Rumania, Suiza, y, desde el 22 de julio de 2012, en Grecia.

## Listas semanales
Media Forest publica las listas radiofónicas una vez por semana, todos los domingos. Las listas radiofónicas contienen datos sobre la programación musical durante el período entre el domingo anterior a las  00:00:00 y las 23:59:59 del sábado por la noche.  La lista semanal es una publicación de Mako.